# Javier Bardem
Javier Bardem (Las Palmas de Gran Canaria, 1969. március 1. –) Oscar-, BAFTA- és Golden Globe-díjas spanyol színész. 
Hazájában több mint két tucat filmet forgatott, de a nemzetközi hírnevet a kritikailag elismert Mielőtt leszáll az éj (2000) főszerepe hozta meg számára. Alakításáért Oscar-díjra jelölték, a spanyol színészek közül elsőként. A Nem vénnek való vidék (2007), az Oscart és a Golden Globe-ot is meghozta számára. Korábban már kétszer jelölték Golden Globe-ra, melyet szintén az első spanyol színészként kapott meg.

## Fiatalkora
Las Palmas de Gran Canariában, Gran Canarián született, Carlos Encinas és a színésznő, Pilar Bardem fiaként. Családja a kezdetek óta jelen van a spanyol filmművészetben: nagyszülei Rafael Bardem színész és Matilde Muñoz Sampedro színésznő, nagybátyja Juan Antonio Bardem forgatókönyvíró és filmrendező. Bátyja, Carlos és nővére, Mónica szintén színészek. Első filmszerepét hatévesen kapta az El Pícaro című filmben, s több tévésorozatban is feltűnt, mielőtt a festőművészet, majd az atlétika felé fordult. Mielőtt hivatásos színész lett, Bardem a spanyol nemzeti rögbicsapat tagja volt.

## Pályafutása
Húszéves volt, mikor első nagyobb filmjében, a Lulúban játszott. 1992-ben került először reflektorfénybe a spanyol határokon túl a Sonka, sonkával, amiben Penélope Cruz volt a partnere. 2000-ben, közel két tucat filmet követően Julian Schnabel Mielőtt leszáll az éj című alkotásának főszerepe hozta meg számára a nemzetközi áttörést. Reinaldo Arenas kubai költő megformálásáért Oscar- és Golden Globe-díjra jelölték első angol nyelvű szerepében. 2002-ben John Malkovich rendezői debütálása, a Táncos a házban főszerepét játszotta el.
Bardem a 61. Velencei Nemzetközi Filmfesztiválon elnyerte a legjobb színésznek járó díjat A belső tenger című filmben nyújtott alakításáért. Ebben a filmben a halálhoz való jogáért küzdő, paralízisben szenvedő Ramón Sampedrót keltette életre. A számos további díj mellett második Golden Globe-jelölését is begyűjtötte. Ugyanebben az évben egy egy jelenet erejéig feltűnt Michael Mann Collateral – A halál záloga című filmjében egy fenyegető bűnöző szerepében, aki a Tom Cruise által alakított bérgyilkost kéri fel némi piszkos munka elvégzésére. 2006-ban Lorenzo testvért játszotta el Miloš Forman Goya kísértetei című filmjében, Natalie Portman és Stellan Skarsgård oldalán. A következő évben a Coen-fivérek Cormac McCarthy regénye alapján készítették el a Nem vénnek való vidéket, amiben Bardem a rideg, pszichopata bérgyilkos, Anton Chigurh szerepében látható. Alakítását a vásznon számtalan elismeréssel honorálták: többek között a legjobb férfi mellékszereplőnek járó Golden Globe- és Oscar-díjat vehette át. Másik 2007-es filmje Gabriel García Márquez regényének filmváltozata, a Szerelem a kolera idején volt. 2008-ban Woody Allen Vicky Cristina Barcelona című rendezésében játszotta a férfi főszerepet, ami negyedik Golden Globe-jelölését hozta meg. 2010-ben a spanyol Biutifullal került ismét nemzetközi reflektorfénybe, hiszen megkapta harmadik Oscar-jelölését; Alejandro González Iñárritu filmje a legjobb külföldi film kategóriában is esélyt kapott az Akadémiától. 2012-ben a Skyfall című James Bond-filmben Bond ellenfelét alakította.
A 2007-es Gotham Awardson, New Yorkban Bardem életművéért kapott elismerést.

## Magánélete
Bardem nem tud vezetni és következetesen „dolgozóként” utal magára, semmint színészként. Egy, a Mielőtt leszáll az éj kapcsán adott interjújában így nyilatkozott: „Nem hiszek Istenben […] De hiszek az őrangyalokban. [Reinaldo Arenas, akit a filmben alakít] választott erre a szerepre. Ez az ő bosszúja – nagy közönség előtt meghallgatásra lelni, ami egykoron nem adatott meg neki.”
Bardem 2010 júliusában feleségül vette Penélope Cruz színésznőt a Bahamákon. A házaspár első gyermeke, Leo Encinas Cruz 2011. január 22-én született meg.

## Filmográfia

### Film
Filmproducer
| Év   | Cím                                   | Megjegyzések                  |
| ---- | ------------------------------------- | ----------------------------- |
| 1999 | Los lobos de Washington               | vezető filmproducer           |
| 2007 | Invisibles                            | filmproducer (dokumentumfilm) |
| 2012 | Hijos de las nubes, la última colonia | filmproducer (dokumentumfilm) |
| 2016 | Bigas x Bigas                         | vezető filmproducer           |
| 2017 | Escobar (Loving Pablo)                | filmproducer                  |
| 2018 | Thy Kingdom Come                      | filmproducer (rövidfilm)      |
| 2019 | Santuario                             | filmproducer (dokumentumfilm) |

Filmszínész
| Év   | Magyar cím                               | Eredeti cím                                      | Szerep                         | Magyar hang          |
| ---- | ---------------------------------------- | ------------------------------------------------ | ------------------------------ | -------------------- |
| 1990 | Lulú                                     | Las edades de Lulú                               | Jimmy                          |                      |
| 1991 | Tűsarok                                  | Tacones lejanos                                  | tévés intéző                   |                      |
| 1992 | A te isteni ágyad                        | Amo tu cama rica                                 | Antonio                        |                      |
| 1992 | Sonka, sonka                             | Jamón, jamón                                     | Raul, a sonkaszállító          | Selmeczi Roland      |
| 1993 | Aranyhere                                | Huevos de oro                                    | Benito González                |                      |
| 1993 |                                          | El amante bilingüe                               | a cipőtisztító                 |                      |
| 1994 | Megszámlált napok                        | Días contados                                    | Lisardo                        | Selmeczi Roland      |
| 1994 | Mell és a Hold                           | La teta y la luna                                | római (nincs feltüntetve)      |                      |
| 1994 |                                          | El detective y la muerte                         | Cornelio nyomozó               |                      |
| 1995 | Szájból szájba                           | Boca a boca                                      | Víctor Ventura                 | Galambos Péter       |
| 1996 | Extázis                                  | Éxtasis                                          | Rober                          | Varga Gábor          |
| 1997 |                                          | El amor perjudica seriamente la salud            | Camillero                      |                      |
| 1997 |                                          | Airbag                                           | José Alberto 'Amor Obsoleto'   |                      |
| 1997 | Eleven hús                               | Carne trémula                                    | David                          | Rosta Sándor         |
| 1997 | Démoni szeretők                          | Perdita Durango                                  | Romeo Dolorosa                 | Jakab Csaba          |
| 1998 | Torrente, a törvény két balkeze          | Torrente, el brazo tonto de la ley               | Sultán (nincs feltüntetve)     |                      |
| 1999 | Lábad között                             | Entre las piernas                                | Javier                         | Schnell Ádám         |
| 1999 | Második bőr                              | Segunda piel                                     | Diego                          |                      |
| 1999 |                                          | Los lobos de Washington                          | Alberto                        |                      |
| 2000 | Mielőtt leszáll az éj                    | Before Night Falls                               | Reinaldo Arenas                | Rajkai Zoltán        |
| 2001 | Bokszmeccs a lélekért                    | Sin noticias de Dios                             | Tony Graco (nincs feltüntetve) | nem szólal meg       |
| 2002 | Táncos a házban                          | The Dancer Upstairs                              | Agustín Rejas                  |                      |
| 2002 | Napfényes hétfők                         | Los lunes al sol                                 | Santa                          | Jakab Csaba          |
| 2004 | Collateral – A halál záloga              | Collateral                                       | Felix                          | Varga Tamás          |
| 2004 | A belső tenger                           | Mar adentro                                      | Ramón Sampedro                 | Józsa Imre           |
| 2006 | Goya kísértetei                          | Goya's Ghosts                                    | Lorenzo testvér                | Fekete Ernő          |
| 2007 | Szerelem a kolera idején                 | Love in the Time of Cholera                      | Florentino Ariza               | Fekete Ernő          |
| 2007 | Nem vénnek való vidék                    | No Country for Old Men                           | Anton Chigurh                  | Fekete Ernő          |
| 2008 | Vicky Cristina Barcelona                 | Vicky Cristina Barcelona                         | Juan Antonio                   | Szabó Sipos Barnabás |
| 2010 | Biutiful                                 | Biutiful                                         | Uxbal                          | Fekete Ernő          |
| 2010 | Ízek, imák, szerelmek                    | Eat Pray Love                                    | Felipe                         | Fekete Ernő          |
| 2012 |                                          | Hijos de las nubes, la última colonia            | narrátor (hangja)              |                      |
| 2012 | Skyfall                                  | Skyfall                                          | Raoul Silva / Tiago Rodriguez  | Fekete Ernő          |
| 2012 |                                          | To the Wonder                                    | Quintana atya                  |                      |
| 2013 | A jogász                                 | The Counsellor                                   | Reiner                         | Fekete Ernő          |
| 2013 |                                          | Alacrán enamorado                                | Solís                          |                      |
| 2014 | Automata                                 | Autómata                                         | Kék robot (hangja)             | Fekete Ernő          |
| 2015 | Gunman                                   | The Gunman                                       | Felix                          | Fekete Ernő          |
| 2015 | Gunman                                   | The Gunman                                       | Felix                          | Sarádi Zsolt         |
| 2016 | Az utolsó próba                          | The Last Face                                    | Miguel León                    | Fekete Ernő          |
| 2017 | A Karib-tenger kalózai: Salazar bosszúja | Pirates of the Caribbean: Dead Men Tell No Tales | Armando Salazar                | Fekete Ernő          |
| 2017 | Anyám!                                   | Mother!                                          | Ő                              | Fekete Ernő          |
| 2017 | Escobar                                  | Loving Pablo                                     | Pablo Escobar                  | Fekete Ernő          |
| 2018 | Mindenki tudja                           | Everybody Knows                                  | Julio                          | Fekete Ernő          |
| 2020 | Molly                                    | The Roads Not Taken                              | Leo                            | Nagypál Gábor        |
| 2021 | Dűne                                     | Dune                                             | Stilgar                        | Fekete Ernő          |
| 2021 | A jó főnök                               | El buen patrón                                   | Blanco                         |                      |
| 2021 | Az élet Ricardóéknál                     | Being the Ricardos                               | Desi Arnaz                     |                      |
| 2022 | Krokodili                                | Lyle, Lyle Crocodile'                            | Hector P. Valenti              |                      |
| 2023 | A kis hableány                           | The Little Mermaid                               | Triton király                  | Fekete Ernő          |
| 2024 | Dűne: Második rész                       | Dune: Part Two                                   | Stilgar                        | Fekete Ernő          |
| 2024 | Ellian és a mágikus kötelék              | Spellbound                                       | Solon király (hangja)          | Zöld Csaba           |
| 2025 | F1 – A film                              | F1                                               | Ruben                          | Fekete Ernő          |

Rövidfilmek
- 1991: Brain – ismeretlen szerep
- 1994: Pronòstic reservat – ismeretlen szerep
- 1996: La madre – Hijo
- 1996: Mambrú – Cámara
- 2012: Sherman and Pacifico – Pacifico
- 2018: Thy Kingdom Come – Quintana atya
- 2022: Look at Me – ismeretlen szerep

### Televízió
| Év   | Cím                                          | Szerep            | Megjegyzések                       |
| ---- | -------------------------------------------- | ----------------- | ---------------------------------- |
| 1974 | El Pícaro                                    | ismeretlen szerep | gyerekszínész (televíziós sorozat) |
| 1986 | Segunda enseñanza                            | Pablo             | 9 epizód                           |
| 1991 | El C.I.D.                                    | Vince             | 1 epizód                           |
| 2018 | Asesinato en el Hormiguero Express           | önmaga            | rövidfilm                          |
| 2020 | Home Movie: The Princess Bride               | Inigo Montoya     | minisorozat (1 epizód)             |
| 2024 | Szörnyetegek: A Lyle és Erik Menendez-sztori | Jose Menendez     | minisorozat (7 epizód)             |

## Fordítás
- Ez a szócikk részben vagy egészben  a   Javier Bardem filmography című angol Wikipédia-szócikk ezen változatának fordításán alapul.  Az eredeti cikk szerkesztőit annak laptörténete sorolja fel. Ez a jelzés csupán a megfogalmazás eredetét és a szerzői jogokat jelzi, nem szolgál a cikkben szereplő információk forrásmegjelöléseként.